# 嘉应学院

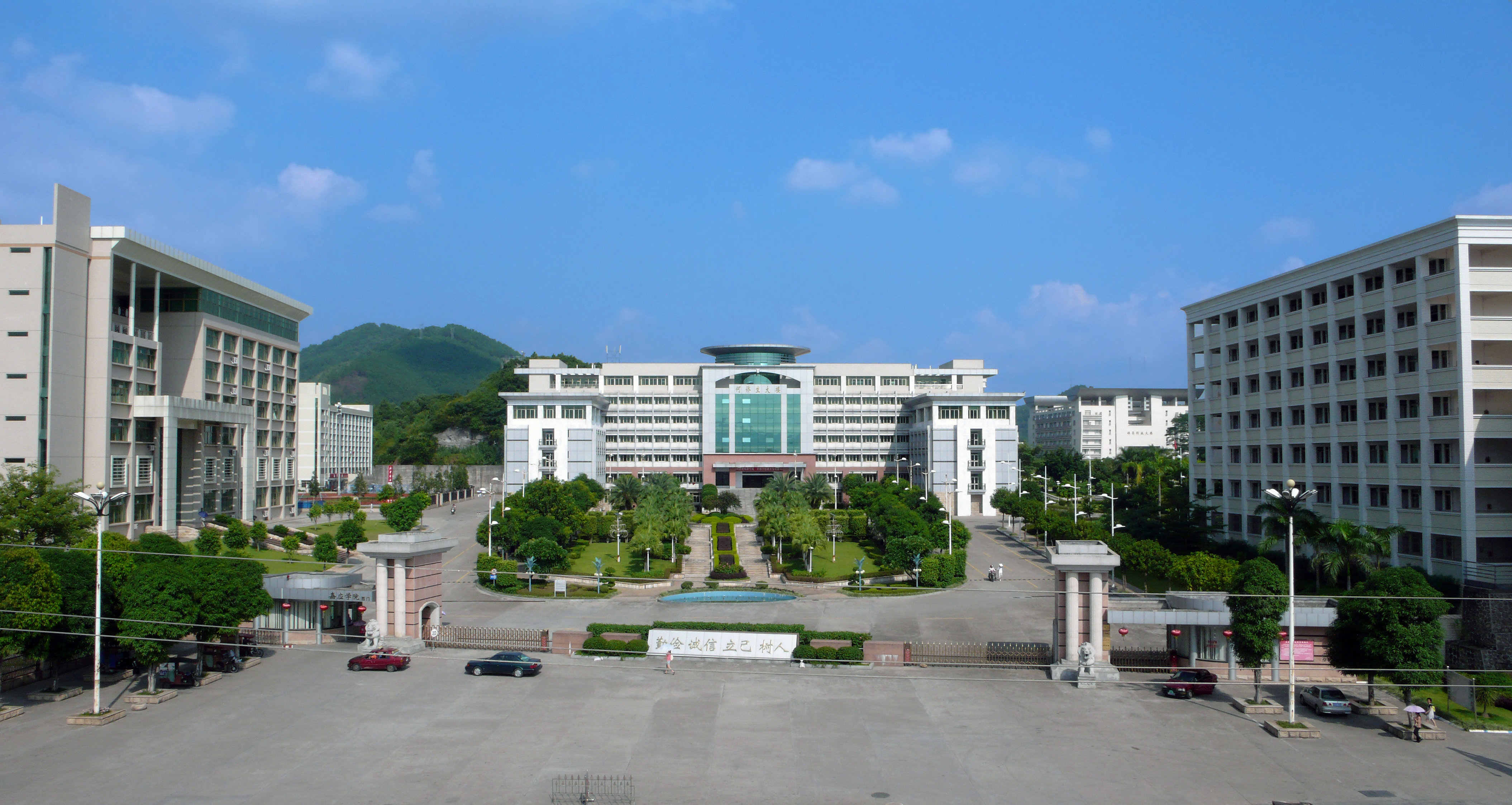
嘉应学院新修建的西校门。

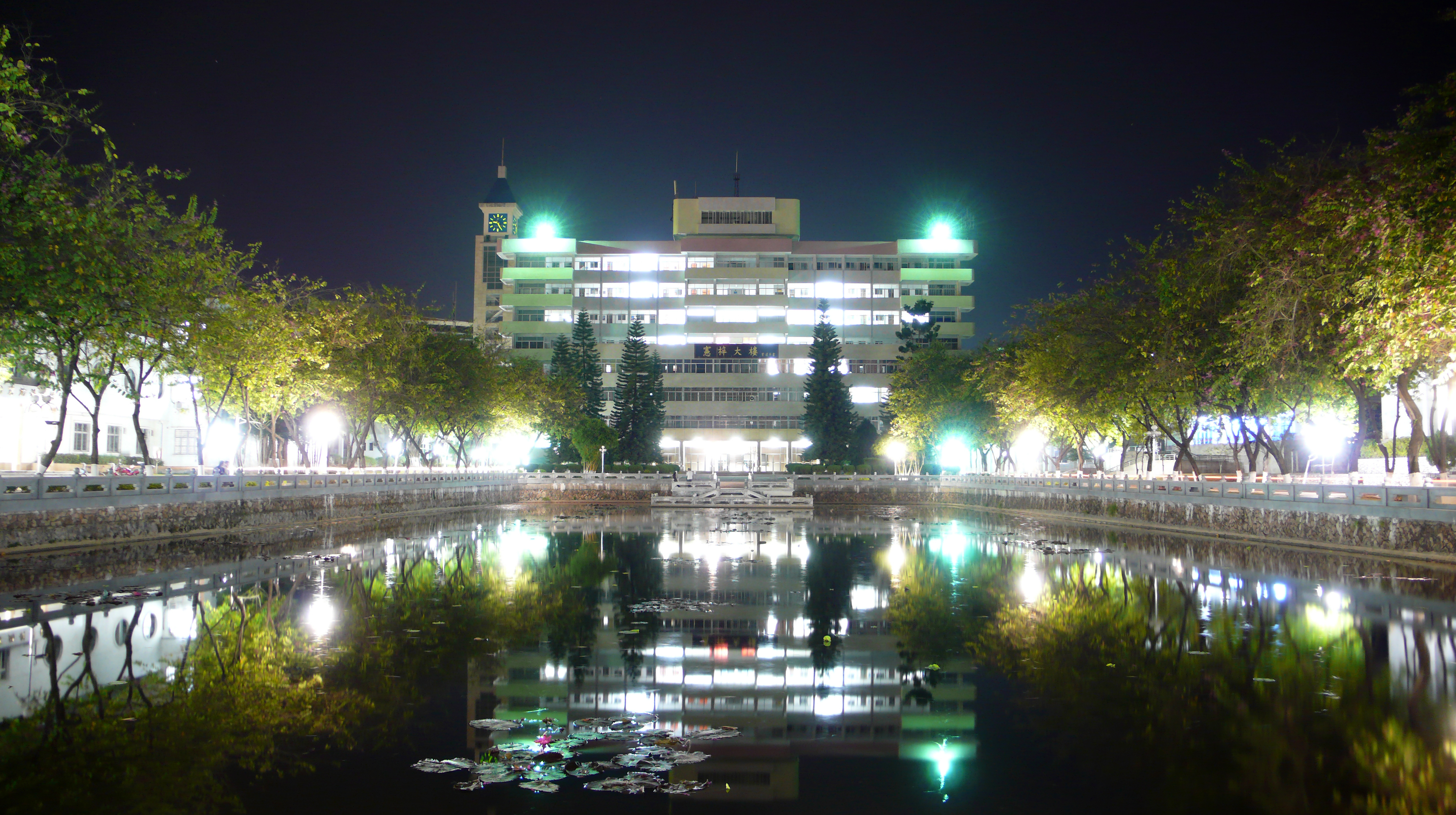
嘉应学院景宪梓教学大楼与荷花池。

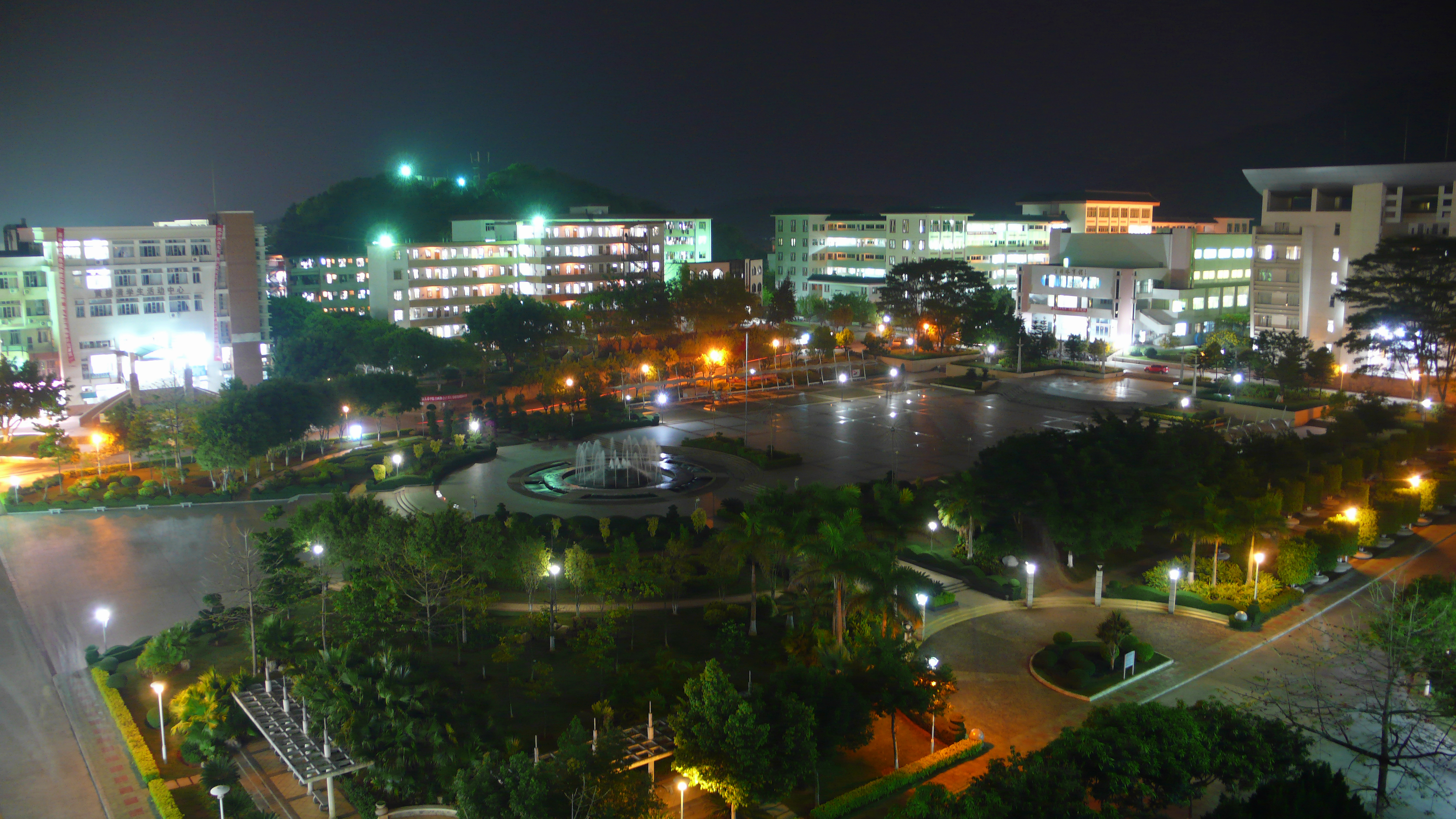
嘉应学院世纪广场夜景。

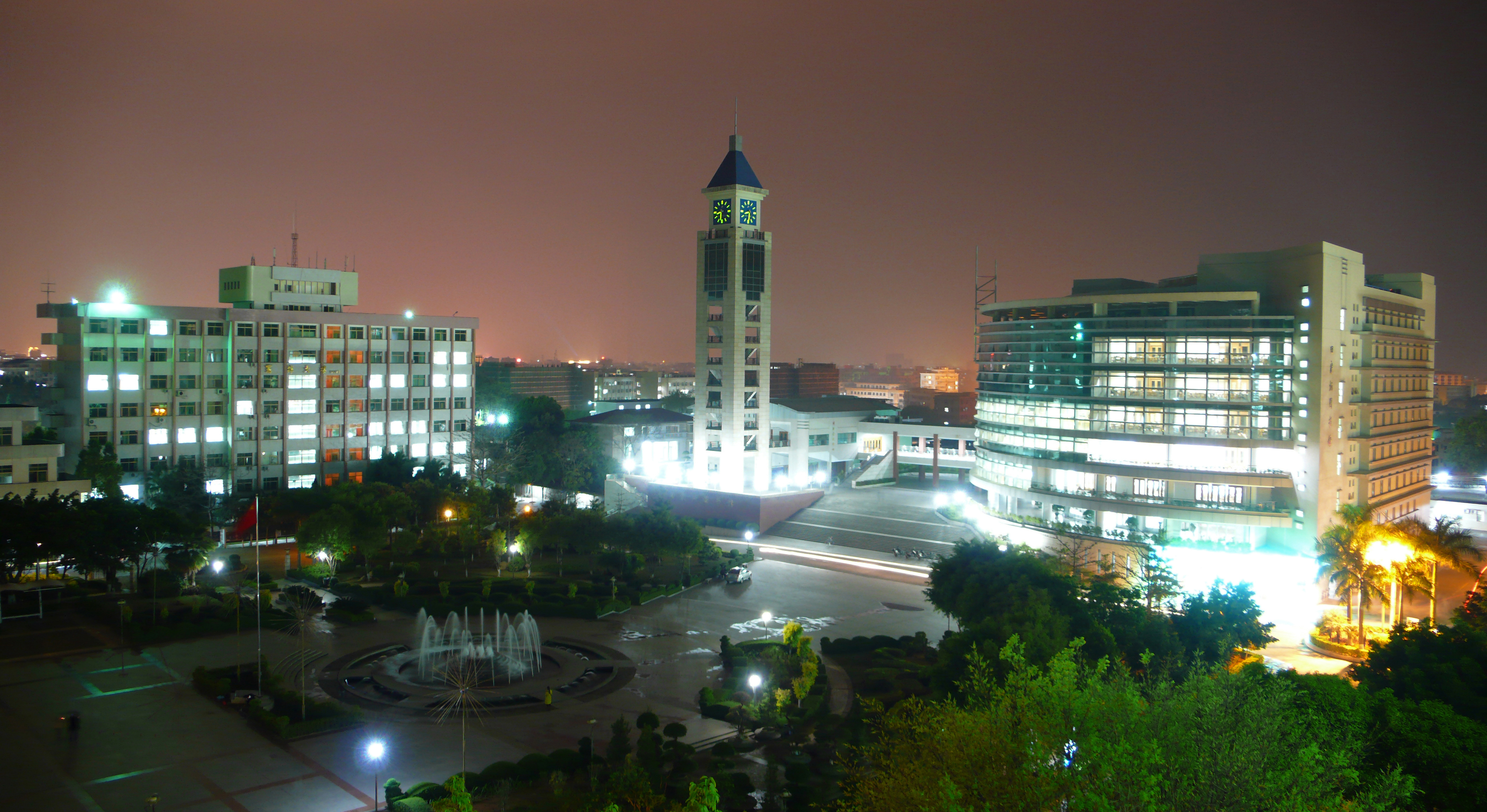
嘉应学院夜景图书馆与宪梓楼。

嘉应学院（英語：Jiaying University），是位于中国广东省梅州市的一所公办本科大学，前身为创办于1913年的梅县县立女子师范学校，2000年嘉应大学和嘉应教育学院合并组建嘉应学院并升格为本科院校。因梅州在清朝时称嘉应州，嘉应学院由此得名。

## 历史

### 嘉应大学历史
1913年梅县懿德女子学校、梅县崇实女子学校合并组建梅县县立女子师范学校，1936年更名为广东省立梅州女子师范学校。1937年创立广东省立梅州师范学校，1949年广东省立梅州师范学校、梅县县立女子师范学校合并组建广东梅州师范学校。1970年广东梅州师范学校更名为梅县地区师范学校，1978年创建大专班，1982年梅县地区师范学校、梅县地区师范学校（大专班）合并升格为嘉应师范专科学校。1985年创建嘉应大学（专科级别）。1988年嘉应师范专科学校并入嘉应大学。

### 嘉应教育学院历史
1980年成立梅县地区教师进修学院，其后更名为梅州教育学院，后再次更名为嘉应教育学院。

### 嘉应学院历史
2000年，嘉应大学和嘉应教育学院合并组建嘉应学院并升格为本科院校。2004年，嘉应学院新增为广东省学士学位授予权单位。2016年6月，广东省教育厅与梅州市人民政府支持共建嘉应学院。2021年1月，嘉应学院正式成为广东省属本科高校。

### 二级分院历史

#### 梅州师范分院
嘉应学院梅州师范分院前身为创建于1913年的广东省梅州师范学校，历史轨迹与嘉应学院基本一致。1970年成立梅县师范学校，1984年梅县师范学校更名为梅州师范学校。2001年12月经广东省人民政府批准并入嘉应学院，成为嘉应学院的二级学院。

#### 医学院
嘉应学院医学院前身是1951年成立的广东省梅州市卫生学校，2003年4月经广东省人民政府批准并入嘉应学院，成为嘉应学院二级学院，并更为现名。

## 学院规模
嘉应学院校本部占地面积1241亩，建筑面积40万平方米。学校教学科研仪器设备总值10792万元，拥有22个实验室。图书馆藏书131.6万册，电子图书10万种，中外期刊1500多种。

## 院系
目前嘉应学院有2个二级学院，16个院系，2个教学部，43个本科专业及30多个专科专业，学科专业有文学、理学、教育学、工学、管理学、经济学、法学等10个学科。
- 数学学院
- 物理与光信息科技学院
- 化学与环境学院
- 生命科学学院
- 地理科学与旅游学院
- 文学院 客家学院
- 政法学院
- 外国语学院
- 电子信息工程学院
- 计算机学院
- 经济与管理学院
- 土木工程系
- 美术学院
- 体育学院
- 音乐学院
- 教育科学学院
- 化学实验教学中心
- 嘉应学院梅州师范分院
- 嘉应学院医学院

其中客家学院为中国大陆首家客家学院，于2008年11月25日成立。

## 校区
嘉应学院共有江北校区、江南校区、梅州师范分院校区和医学院校区。